# Узбекистан на Светском првенству у атлетици на отвореном 2019.
Узбекистан је учествовао на 17. Светском првенству у атлетици на отвореном 2019. одржаном у Дохи од 27. септембра до 6. октобра. У тринаестом самосталном учешћу на светским првенствима, репрезентацију Узбекистана представљала су 6 атлетичара (2 мушкарца и 4 жене) који су се такмичили у 5 (2 мушке и 3 женске) дисциплине.,
На овом првенству такмичари Узбекистана нису освојили ниједну медаљу нити су остварили неки резултат.

## Учесници
| Мушкарци: - Андреј Петров — Маратон - Руслан Курбанов — Троскок | Жене: - Ситора Хамидова — Маратон - Светлана Радзивил - Скок увис - Надија Душанова - Скок увис - Јекатерина Воронина - Седмобој |

## Резултати

### Мушкарци
| Атлетичар       | Дисциплина | Лични рекорд | Квалификације | Квалификације | Финале               | Финале       | Детаљи |
| Атлетичар       | Дисциплина | Лични рекорд | Резултат      | Место         | Резултат             | Место        | Детаљи |
| --------------- | ---------- | ------------ | ------------- | ------------- | -------------------- | ------------ | ------ |
| Андреј Петров   | Маратон    | 2:15:17      |               |               | 2:24:54              | 49 / 55 (73) |        |
| Руслан Курбанов | Троскок    | 16,93        | 15,86         | 16. у гр. А   | Није се квалификовао | 31 / 33      |        |

### Жене
| Атлетичарка       | Дисциплина | Лични рекорд | Квалификације | Квалификације | Финале                | Финале             | Детаљи |
| Атлетичарка       | Дисциплина | Лични рекорд | Резултат      | Место         | Резултат              | Место              | Детаљи |
| ----------------- | ---------- | ------------ | ------------- | ------------- | --------------------- | ------------------ | ------ |
| Ситара Хамидова   | Mаратон    | 2:33:46      |               |               | Није завршила трку    | Није завршила трку |        |
| Светлана Радзивил | Скок увис  | 1,98 НР      | 1,94 КВ, ЛРС  | 3. у гр. Б    | 1,89                  | 12 / 29            |        |
| Надија Душанова   | Скок увис  | 1,98 НР      | 1,85          | 14. у гр. А   | Није се квалификовала | 269 / 29           |        |

#### Седмобој
| Дисциплина    | Јекатерина Воронина | Јекатерина Воронина | Јекатерина Воронина | Јекатерина Воронина | Јекатерина Воронина | Јекатерина Воронина |
| Дисциплина    | Лични рекорд        | Резултат            | Бод.                | Плас.               | Укупно              | Плас.               |
| ------------- | ------------------- | ------------------- | ------------------- | ------------------- | ------------------- | ------------------- |
| 100 м препоне | 14,50               | 14,64               | 890                 | 19.                 | 890                 | 19.                 |
| Скок увис     | 1,83                | 1,80                | 978                 | 7.                  | 1.868               | 17.                 |
| Бацање кугле  | 14,05               | 13,66               | 771                 | 11.                 | 2.639               | 18.                 |
| 200 м         | 24,94               | 25,03               | 884                 | 16.                 | 3.523               | 19.                 |
| Скок удаљ     | 6,21                | 5,83                | 798                 | 16.                 | 4.321               | 17.                 |
| Бацање копља  | 53,53               | 51,60               | 891                 | 4.                  | 5.212               | 13.                 |
| 800 м         | 2:14,81             | 2:15,40             | 887                 | 5.                  | 6.099               | 10.                 |
| Седмобој      | 6.212 НР            |                     |                     |                     | 6.099               | 10 / 16 (20)        |